# باب اليمن (حارة)

تعديل مصدري - تعديل

حارة باب اليمن هي إحدى حارات مدينة صنعاء القديمة، بلغ تعداد سكانها 676 نسمة حسب تعداد اليمن لعام 2004.